# Кравчик-головач
Кравчик-головач, кравчик, головач (Lethrus apterus Laxm., 1770) — жук з родини Geotrupidae. Живлення різноманітне. У дикій природі живиться степовою травою. На городах та в садах пошкоджує всі плодові, ягідні та інші сільськогосподарські рослини, а на виноградній лозі обгризає бруньки, зрізує молоді пагони та листки. Незважаючи на те, що він належить до гнойовиків, цей вид та взагалі рід Кравчики — це єдина група жуків-гнойовиків, що живляться не послідом тварин, а травою.
Назва пов'язана з «кравець»: обгризання жуком листя асоціюється з кроєнням.

## Опис

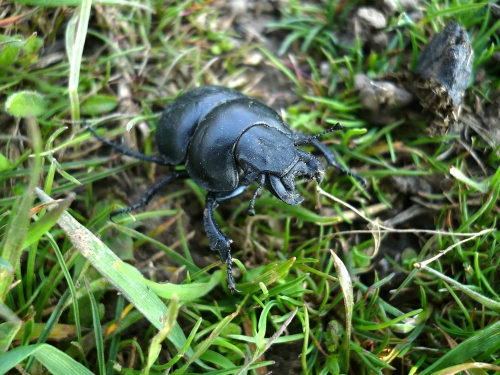
Зовнішній вигляд

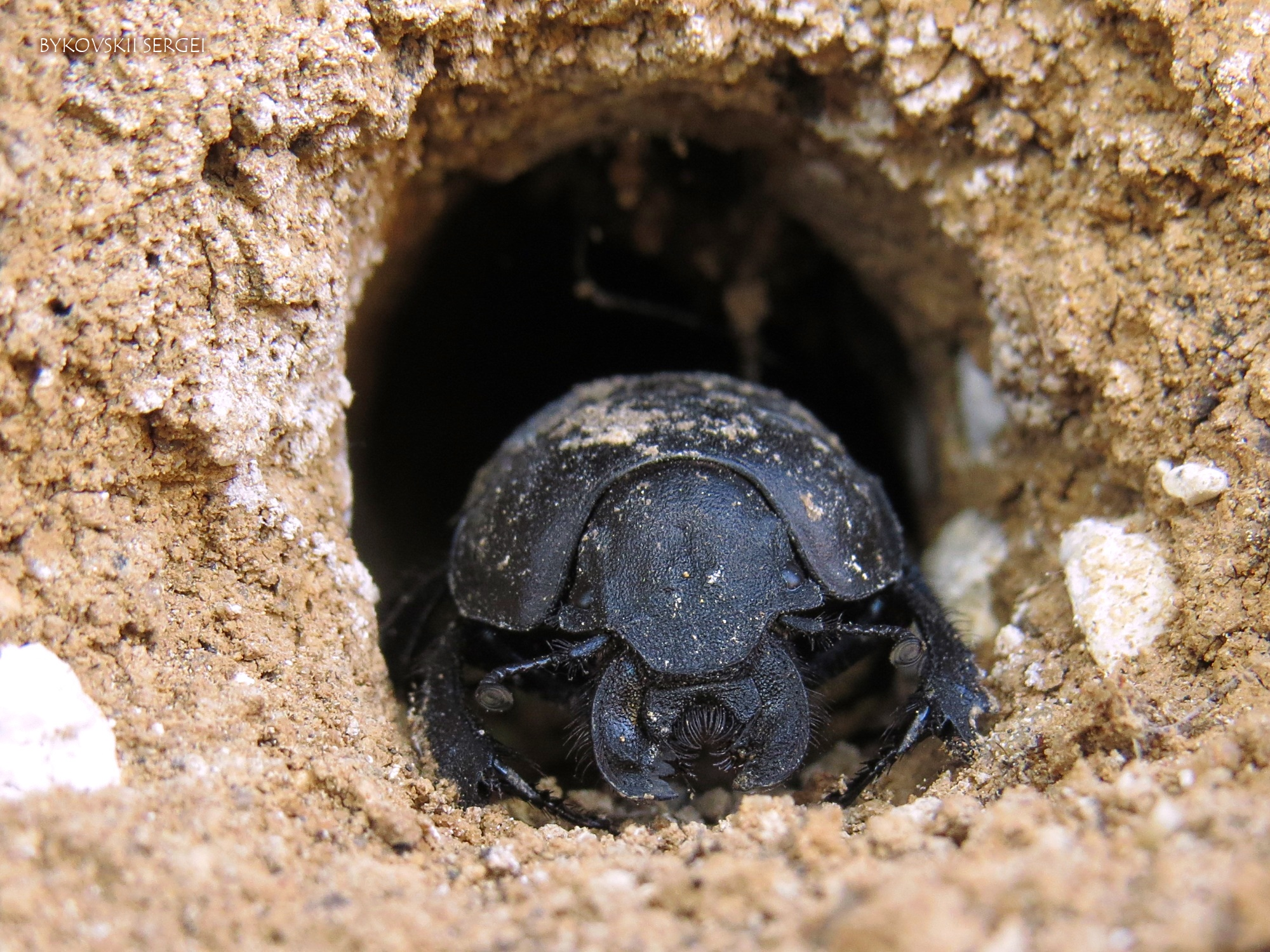
Вхід до нори кравчиків